# کیریک اوشاغی (فکه)
کیریک اوشاغی (ترکی|Kırıkuşağı) (به ارمنی: Թափան) یک منطقهٔ مسکونی در ترکیه است که در فکه، ترکیه واقع شده‌است.